# Sterlina della Nuova Guinea

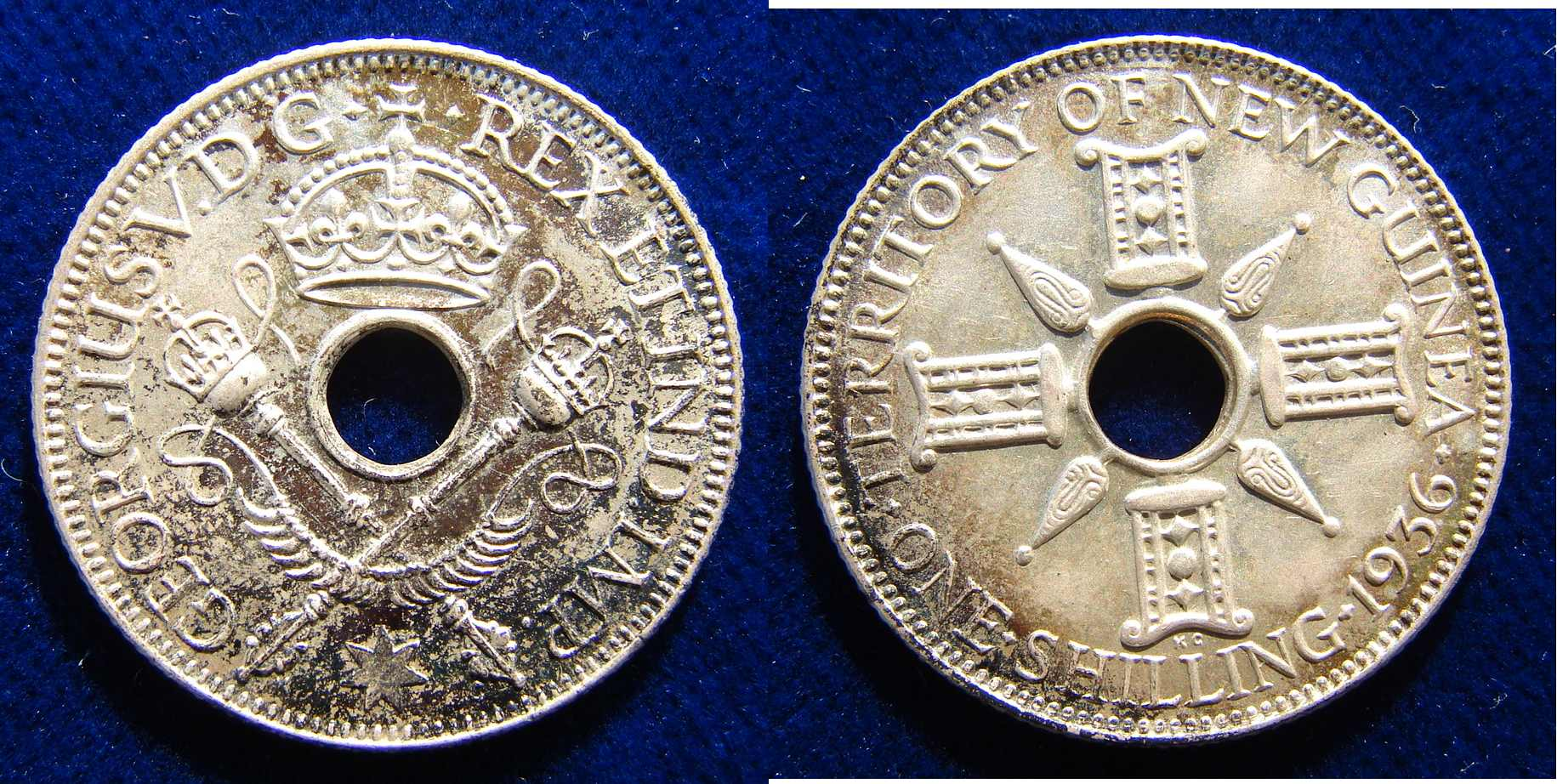

La sterlina è stata la valuta dei territori australiani in Nuova Guinea tra il 1915 e il 1966. Ha sostituito il marco quando l'Australia occupò la colonia precedentemente tedesca. Era uguale alla sterlina australiana e la valuta australiana è circolata, insieme a monete emesse specificatamente per la Nuova Guinea tra il 1935 e il 1945. La sterlina era suddivisa in 20 shillings, ciascuno dei quali a sua volta suddivisi in 12 pence.
Tra il 1942 e il 1945 circolò la sterlina oceaniana, emessa dagli occupanti giapponesi. Le monete e banconote australiane tornarono in circolazione dopo la guerra e fino al 1975, quando la kina papuana sostituì il dollaro australiano alla pari.

## Monete
Nel 1935 vennero introdotte monete da 3 e 6 pence e da 1 shilling, seguite nel 1936 dalle monete da 1 penny. Il penny era coniato in bronzo, i pezzi da 3 e 6 pence in cupro-nichel, la moneta da 1 shilling in argento sterling. Tutte le monete erano bucate.